# Dystrykt Larnaka
Dystrykt Larnaka (gr. Επαρχία Λάρνακας, tur. Larnaka Bölgesi) – jeden z 6 dystryktów Republiki Cypryjskiej, znajdujący się w południowej części kraju. Stolicą dystryktu jest Larnaka. Od 1974 roku mała część terenu jest okupowana przez Turecką Republikę Cypru Północnego. 

Oficjalny obszar dystryktu Larnaka

Obszar dystryktu Larnaka de facto pod kontrolą Republiki Cypryjskiej